# Српски фудбал кроз Мундијал (књига)
Српски фудбал кроз Мундијал је књига спортског новинара Зорана Шећерова која на сликовит начин представља учешће наших фудбалера на Светском првенству у фудбалу, објављена 2018. године у издању Вулкан издаваштва из Београда.

## О књизи
Српски фудбал кроз Мундијал је књига која садржи концизан текст о историјату учествовања српске репрезентације на светским првенствима, на врло занимљив и атрактиван начин.
У књизи су представљени најзначајнији тренуци светске фудбалске историје кроз Мундијале, као што су: подаци о свим финалним мечевима, најзначајнији голови, маскоте, пехари, медаље, портрети славних светских играча, занимљивости о фудбалским легендама.
Књига је обогаћена илустрацијама у боји које на креативан начин представљају или прате њен садржај.
Књига Српски фудбал кроз Мундијал, заједничка идеја Вулкан издаваштва и аутора Зорана Шећерова, као подршка нашим најбољим фудбалерима, је објавњена пред њихов одлазак на Светско првенство које је одржано у Русији од 14. јуна до 15. јула 2018. године.